# كليك تيم
كليك تيم (بالإنجليزية: Clickteam)‏ ، هي شركة ألعاب فيديو فرنسية مقرها باريس ، ولها فروع في المملكة المتحدة والولايات المتحدة واليابان، أسست عام 1993م، وتهتم بكل ألعاب الفيديو التي تعتمد على النقر والتأشير فقط مثل سلاسل ألعاب خمس ليال في فريدي الشهيرة.

## وصلات خارجية
- Official Clickteam site
- Clickteam Promotional page for the software
- The Daily Click - A big community click site